# 박근형의 추적자
《박근형의 추적자》는 대한민국의 TV조선의 프로그램이다. 우리 사회의 화제가 되는 각종 사건 · 사고의 진실을 추적하는 프로그램이다.

## 방송 시간
- 2013년 1월 31일 ~ 2013년 4월 13일 : 매주 토요일 오후 8시 00분